# مئة يوم مع السيد المتغطرس (فلم)
100 يوم مع السيد المتغطرس  (الملقب بعنوان حبي ساغاجي (Naesarang ssagaji) (내사랑 싸가지)) هو فيلم جنوب كوري من نوع كوميدي رومانسي صدر سنة 2004 للمخرج شين دونغ يوب.

## النوع الفني
الفيلم مستوحى من نوع يسمى خيال الإنترنت (인터넷 소설) الذي استمدت منه العديد من الأفلام مثل (فتاتي الجريئة (엽기적인그녀))، (دو ري مي فا صو لا صي دو (도레미파솔라시도))، (حب المليونير الأول (백만장자의 첫사랑))، (الرومانسية خاصة بهم (늑대의 유혹))، (الرجل الرائع (그놈은 멋있었다)) تم إصدار هذا النوع الفني من قصص خيال الإنترنت الشعبية في شكل سلسلة كتب من أربعة أجزاء تحولت غالبيتها إلى أفلام سينيمائية. على الرغم من أن هناك العديد من المشاهد التي تم حذفها وإضافة أخرى مكانها.
وقد شكل خلق أفلام مستمدة من قصص وكتاب «خيال الإنترنت» في ذلك الوقت نجاحاً فنياً كبيراً.

## ملخص الفيلم
ها يونج، تلميذة شابة وعنيدة تتسبب ذات يوم دون قصد في حادث سيارة فاخرة لرجل أعمال غني، ولكونها لن تتمكن أبداً من دفع ثمن تكاليف إصلاحاتها الباهضة، فإن المالك الشاب والمغرور يطلب منها بوقاحة شديدة طلباً غريباً وهو أن تصبح عبدةً له لمدة مئة يوم، لتتولد خلالها عدة مواقف طريفة تخيط خيوط قصة حب فريدة بين الطرفين.

## قصة الفيلم
ها يونغ (ها جي وون) تلميذة في مرحلتها الثانوية يتخلى عنها حبيبها قبل ذكرى ال100 يوم على تواعدهما، فتخرج حانقة وفي قمة غضبها تركل علبة مشروب غازي، فتصيب عن طريق الخطأ وجه الشاب الجامعي هيونغ جون (كيم جاي وون) وتتسبب له في خدش سيارته لكسوس. فيطالبها بدفع $ 3000 على الفور لكنها تفر هاربة منه، تاركة محفظتها وراءها.
فيطاردها هيونغ جون آهن، مطالباً إياها بالمال لدفع تكاليف إصلاح سيارته الفارهة. لكن نظراً لفقر ها يونغ وكونها طالبة في مدرسة ثانوية عامة، يتوصل هيونغ لسن «إتفاق الإسترقاق» الذي يجبر الشابة ها يونغ بدفع ثمن الأضرار التي لحقت سيارته عن طريق جعلها عبدة خاضعة لإمرته لمدة 100 يوم، تتكفل بكل المهمات من تنظيف منزله والتسوق له، وتنظيف سيارته وإطاعة أوامره.
صدفة تكتشف ها يونغ أن ثمن إصلاح الأضرار التي لحقت سيارة هيونغ جون تكلف فقط 10 دولارات، فتقرر الانتقام منه. لكن هيونغ جون يصبح معلمها الجديد ليستغلها من جديد، لكن سرعان ما تجد ها يونغ نفسها واقعة في حب هيونغ جون.
فماذا يحدث عندما يتخلى عنها هيونغ جون وهي في قمة الاحتياج له؟

## الممثلون
ها جي وون: كانغ ها يونغ
كيم جاي وون: هيونغ جون آهن
كيم تاي هيون: يونغ يون
هان مين: هيون جو
يونغ سون هيي: جو يون
هونغ جي يونغ: ما ني
كيم تشانغ وان: ها يونغ
كيم يونغ غون: أب هيونغ جون آهن
كيم جي يو
كيم مين كيونغ

## طاقم العمل
المخرج: شين دونغ يوب
السيناريو: شين دونغ يوب
المنتج: جيونج جي هون
التصوير الفوتوغرافي: هوانج هيون تشيول
الموسيقى: جو بيونغ سوك
الصورة: هوانج هيون تشيول
المونتاج: كو إيم بيو
الميزانية: 3200000 $
المدة: 95 دقيقة
البلد: كوريا الجنوبية
اللغة: الكورية
تاريخ الصدور: كوريا الجنوبية: 16 يناير 2004

## روابط خارجية
- مقالات تستعمل روابط فنية بلا صلة مع ويكي بيانات